# Anita Hofmann (Musicaldarstellerin)

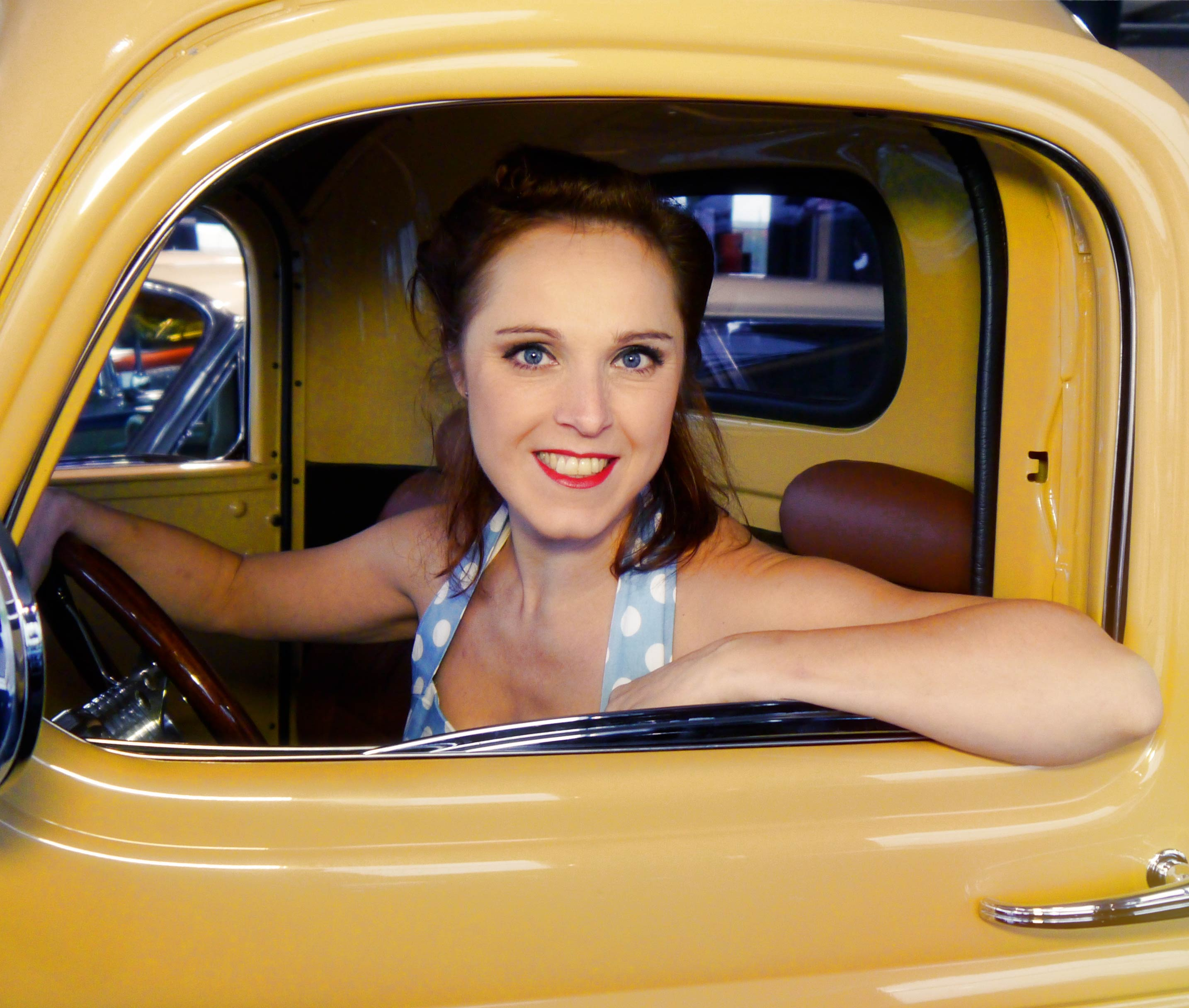
Anita Hofmann (2017)

Anita Hofmann (* 30. Juni in Wien) ist eine österreichische Musicaldarstellerin, Sängerin, Tänzerin, Schauspielerin und Produzentin.

## Leben
Hofmann wuchs in der Stadt Neulengbach auf. Ab dem Alter von 5 Jahren erhielt sie Ballettunterricht und ab dem 10. Lebensjahr begann sie Akkordeon zu spielen. Ihre Ausbildung absolvierte sie von 2004 bis 2006 an der Stage School Hamburg. Weiterführenden Gesangsunterricht erhielt sie unter anderem von András Soskó (Klassik) und Maria Bisso (Pop). Sie lebt in St. Pölten in Niederösterreich. Regionale Erfolge feierte sie mit eigenen Regie- und Autorentätigkeiten wie z. B. den Theaterstücken Komm’ lass uns träumen – Das Weihnachtsmusical und der Operette So singt man nur in Wien. Seit 2017 wird ihre Krimi-Dinner-Reihe Oculto – die mystische Krimi-Dinner-Show aufgeführt.
2018 wurde sie Choreographin und künstlerische Leitung für die alljährliche Fastenbesinnung im Dom zu St. Pölten und zeichnet für die bühnenmäßige Umsetzung dieses Gottesdienstes verantwortlich.
Seit 2019 arbeitet sie mit dem Star-Italiener Pietro Erik Arnò im Bereich des italienischen Pop zusammen. Sie singen gemeinsam mit Domenico Limardo auf den unterschiedlichsten Bühnen, u. a. im CasaNova Wien, Lotus Event Center,.....
Als diplomierte Tanzpädagogin tätig arbeitet sie u. a. am Performing Center Wien und weiteren Tanzschulen in Wien und Niederösterreich. Anita Hofmann unterrichtet Ballett, Steppen und Musicaljazz an der VHS St. Pölten und Krems für Erwachsene sowie Musical-Workshops für Kinder. Im Sommer leitet sie Workshops an der Sommerakademie St. Pölten, beim Talentesommer von NÖ Kreativ sowie in Gemeinden in ganz Niederösterreich. Sie ist auch aktiv bei der Kinderbusinessweek in Wien und Niederösterreich.

## Theater
| 2024 Theater Spielwerk - Wackel-Bohne              | (R: René Huget)                     | Tour                    |
| 2024 Oculto – Mord im Kloster                      | (R: Anita Hofmann)                  | Tour                    |
| 2024 Die Dame vom Maxim                            | (R: Bernhard Oppl)                  | Theater am Fluss        |
| 2023 Einen Jux will er sich machen                 | (R: Bernhard Oppl)                  | Theater am Fluss        |
| 2023 Oculto – Der Sekretär                         | (R: Anita Hofmann)                  | Tour                    |
| 2022 West Side Story                               | (R: Maria Bisso)                    | Babenbergerhalle        |
| 2020 Oculto – Doppelspiel                          | (R: Anita Hofmann)                  | Tour                    |
| 2019 Oculto – Weihnachtsspecial                    | (R: Anita Hofmann)                  | Tour                    |
| 2019 Oculto – Aufbruch in neue Welten              | (R: Anita Hofmann)                  | Tour                    |
| 2017 Oculto – Mord im Kloster                      | (R: Anita Hofmann & Jürgen Leutgeb) | Tour                    |
| 2017 Bei mir bist du scheen                        | (R: Anita Hofmann & Jürgen Leutgeb) | Tour                    |
| 2016 So singt man nur in Wien                      | (R: Anita Hofmann)                  | Tour                    |
| 2015 Zazie in der Metro                            | (R: Jürgen Leutgeb)                 | Tour                    |
| 2015 Krimi und Dinner – Mord im Hause Winterbottom | (R: Beatrix Knoth)                  | Tour                    |
| 2015 Schönberg in Erwartung                        | (R: Elisabeth Gabriel)              | Neue Oper Wien          |
| 2014 Die Vögel                                     | (R: Thomas Schulte-Michels)         | Volkstheater Wien       |
| 2013 Komm' lass uns träumen                        | (R: Anita Hofmann & Jürgen Leutgeb) | Tour                    |
| 2012 Columbo Dreams                                | (R: Thomas Gratzer)                 | Rabenhoftheater Wien    |
| 2011 Wo laufen Sie denn?                           | -                                   | Tour                    |
| 2009 Im Mund gehts rund                            | PGA                                 | Tour                    |
| 2009 Karl Valentin 2.0                             | -                                   | Tour                    |
| 2008 Das Hunderl und andere Viecherln              | -                                   | Tour                    |
| 2008 Die offene Zweierbeziehung                    | (R: Kurt Raubal)                    | Tour                    |
| 2006 Das Gesicht                                   | (R: Monika Fink)                    | Tour                    |
| 2005 Sind wir nicht alle ein bisschen Emmy         | (R: Werner Pohl)                    | Stage School Hamburg    |
| 2003 Chorus Line                                   | (R: H. P. Engel)                    | Theater Center Forum    |
| 2002 Cabaret                                       | (R: H. P. Engel)                    | Theater Center Forum    |
| 2001 Hair                                          | (R: H. P. Engel)                    | Theater Center Forum    |
| 1997 G’schichten aus dem Wienerwald                | (R: Kurt Ockermüller)               | Stadttheater St. Pölten |
| 1996 Einen Jux will er sich machen                 | (R: Peter Wolsdorff)                | Stadttheater St. Pölten |
| 1996 Anatevka                                      | (R: Peter Wolsdorff)                | Stadttheater St. Pölten |

## Gesang
- 2024: Organ meets Italien Pop II, Sängerin, Orgelkonzert mit Erik Arnò
- 2023: Organ meets Christmas, Sängerin, Orgelkonzert mit Erik Arnò, Franziskanerkirche St. Pölten
- 2023: Organ meets Italian Pop, Sängerin, Orgelkonzert mit Erik Arnò
- 2022: Organ meets Musical, Sopranistin des Orgelkonzerts
- 2020: Faschingskonzert, Sopranistin beim Kammerorchester Krems
- 2019: Party italiano, Italo-Pop-Abend mit Pietro Erik Arnò und Domenico Limardo
- 2019: Organ meets Musical, Sopranistin des Orgelkonzerts
- seit 2017: Oper, Operette, Musical, Konzert mit Andras Sosko und Rosemarie Hadwiger

## Tanz
- 2023: Blue Moon, Tanzperformance, St. Pölten
- 2023: Flashmob zum Orange the World Day, Riemerplatz St. Pölten
- 2022: Flashmob, Domplatz St. Pölten
- 2019: Credo, Tanzperformance, Evangelische Kirche, Wr. Neustadt
- 2018–lfd.: Fastenbesinnung, Tanzperformance, Dom St. Pölten
- 2016: 100 % Elvis, Showact, Schloss Viehofen St. Pölten
- 2010: Kulturcocktail, Tanzeinlagen, Beethovenhaus Wien 19
- 2010: Thriller Live, Showact, Stadthalle Wien
- 2009: Thriller Live, Promotion, Wien – Mariahilfer Straße
- 2009: Colourful[E]motion, Showact, Stadttheater Wr. Neustadt

## Filmografie
- 2005: Im Reich der Reblaus
- 2008: Der Kutscher